# Pekka Karma
Pekka Heikki Karma, född 3 april 1944 i Nivala, är en finländsk läkare. 
Karma blev medicine och kirurgie doktor 1973, var professor i öron-, näs- och halssjukdomar vid Tammerfors universitet 1978–1990 och blev professor vid Helsingfors universitet 1990. Han var chefsöverläkare vid Helsingfors universitetscentralsjukhus 1993–1999 och utsågs till ledande överläkare 2000. Hans forskning rör otorinolaryngologin och främst mellanörats histopatologi, mikrobiologi och immunologi. 